# Pongal (gastronomia)

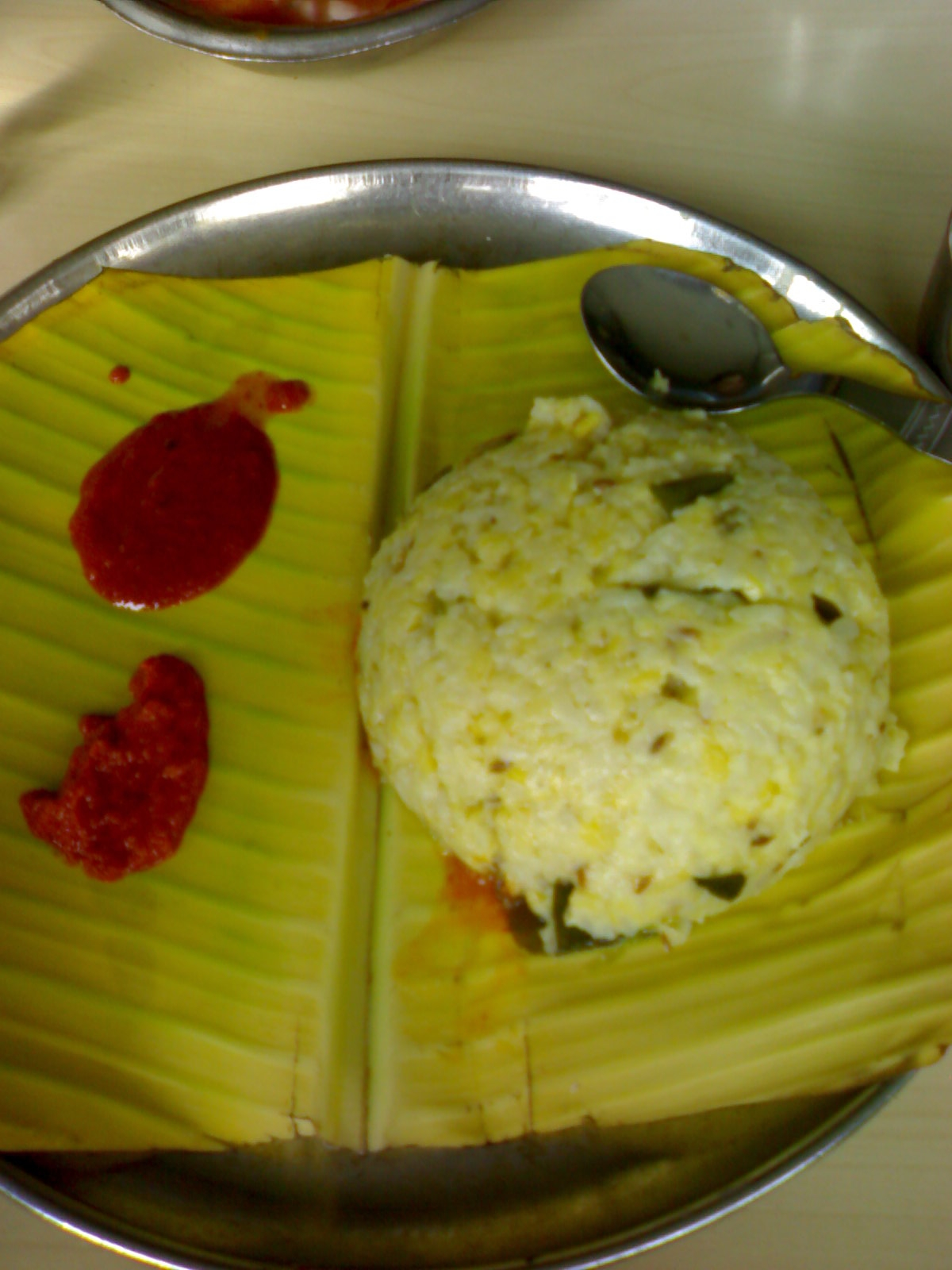
Piatto di pongal.

Il pongal è un popolare piatto di riso originario della cucina del Tamil Nadu, ma presente anche nello Sri Lanka, letteralmente significa bollire o traboccare.
Ci sono due varietà di pongal, il Sakarai Pongal che è un dolce, e il Ven Pongal, realizzati con ghee o burro chiarificato. La parola non qualificata di pongal di solito si riferisce al pongal piccante dell'India meridionale, ed è un alimento della prima colazione comune in tutto il Tamil Nadu. Il riso bollito con il latte e jaggery durante la festività di Pongal si chiama generalmente anch'esso pongal; quest'ultimo è il dolce pongal realizzato appositamente in vasi di terracotta con un fuoco di legna.

## Tipi di Pongal

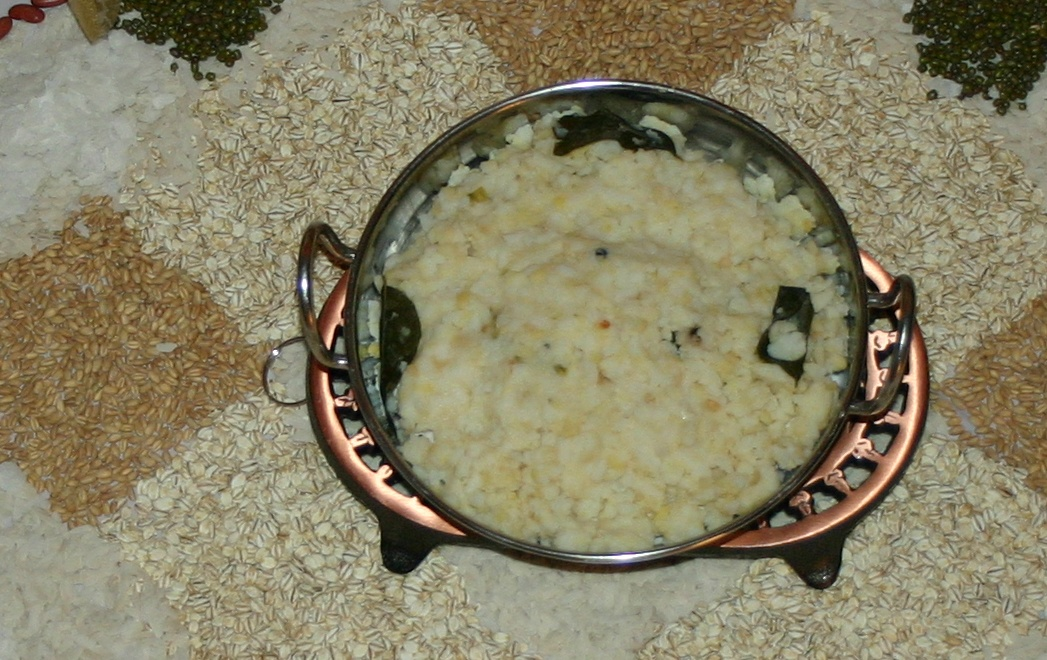
Ciotola di pongal.